# Taxodont

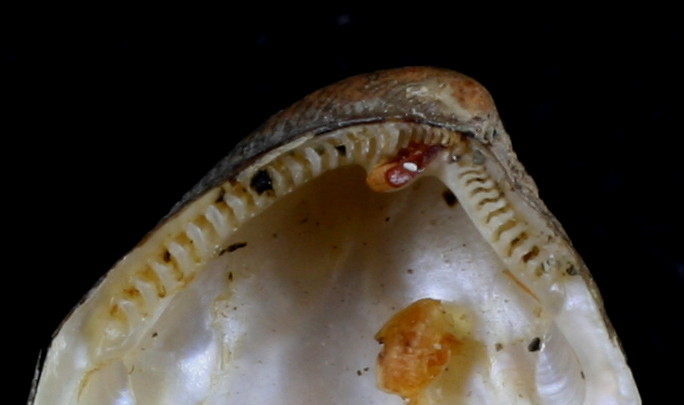
Gleichmäßige Bezahnung am Schlossrand einer Nussmuschel (Nuculidae)

Als taxodont bzw. als taxodontes Schloss wird das Schloss einer Muschel bezeichnet, wenn der Schlossrand viele gleichartige Zähnchen aufweist. Die Zähnchen sind in einer meistens abnehmenden Reihe am Rand der Muschel platziert. Diese Zähnchen verhindern, dass sich die beiden Schalenklappen gegeneinander verschieben.
Das taxodonte Schloss ist im Bauplan der Muscheln vorhanden und stellt damit den ursprünglichsten Zustand dar. Andere Typen der Schlossbezahnung, leiten sich entsprechend von dieser Grundform durch die Differenzierung der Zähne ab. Hierzu gehören etwa das heterodonte Schloss mit einer ungleichmäßigen Bezahnung, das etwa Venusmuscheln aufweisen, oder auch der vollständige Verlust der Bezahnung bei schwimmenden Formen.
Typische Gruppen mit taxodontem Schloss sind die Nussmuscheln (Nuculidae), die Archenmuscheln (Arcidae) und die Glycimeridae.

## Belege
1. 1 2 3  Willi Hennig: Wirbellose I. Gustav Fischer Verlag, Jena 1994 (6. Auflage, herausgegeben von Wolfgang Hennig); S. 172–173. ISBN 3-334-60912-X.
2. 1 2 3  Klaus Jürgen Götting: Bivalvia (Acephata, Pelecypoda), Muscheln. In: Wilfried Westheide, Reinhard Rieger (Hrsg.): Spezielle Zoologie. Teil 1: Einzeller und Wirbellose Tiere. G. Fischer, Stuttgart 1996; S. 322. ISBN 3-437-20515-3.
3. 1 2  Willi Hennig: Wirbellose I. Gustav Fischer Verlag, Jena 1994 (6. Auflage, herausgegeben von Wolfgang Hennig); S. 174. ISBN 3-334-60912-X.